# Edward Benítez
Edward Ernesto Benítez Rodríguez (La Chorrera, Panamá; 15 de octubre de 1991) es un exfutbolista panameño Jugo de defensa central. Ha sido internacional con la selección de fútbol de Panamá sub-20, con la que disputó la Copa Mundial de Fútbol Sub-20 de 2011, y con la sub-23.

## Selección nacional

### Participaciones en selección nacional
| Copa                     | Categoría | Sede           | Resultado      | Partidos | Goles |
| ------------------------ | --------- | -------------- | -------------- | -------- | ----- |
| Campeonato Sub-20 2011   | Sub-20    | Guatemala      | Cuarto lugar   | 4        | 0     |
| Copa Mundial Sub-20 2011 | Sub-20    | Colombia       | Fase de grupos | 3        | 0     |
| Preolímpico 2012         | Sub-23    | Estados Unidos | Fase de grupos | 1        | 0     |

## Clubes
| Club             | País   | Año       |
| ---------------- | ------ | --------- |
| Chorrillo FC     | Panamá | 2009-2017 |
| Alianza FC       | Panamá | 2017      |
| CD Universitario | Panamá | 2018-2019 |

## Palmarés

### Títulos nacionales
| Título           | Club         | País   | Año    |
| ---------------- | ------------ | ------ | ------ |
| Primera División | Chorrillo FC | Panamá | 2011-A |
| Primera División | Chorrillo FC | Panamá | 2014-C |